# Tianzishan (köpinghuvudort i Kina, Hunan Sheng, lat 29,41, long 110,44)
Tianzishan (kinesiska: 天子山, 天子山镇) är en köpinghuvudort i Kina. Den ligger i provinsen Hunan, i den södra delen av landet, omkring 280 kilometer nordväst om provinshuvudstaden Changsha. Antalet invånare är 3 665. Befolkningen består av 1 692 kvinnor och 1 973 män. Barn under 15 år utgör 19,0 %, vuxna 15-64 år 68 %, och äldre över 65 år 11,0 %.
Runt Tianzishan är det ganska tätbefolkat, med 199 invånare per kvadratkilometer. Närmaste större samhälle är Wulingyuan, 12,4 km sydost om Tianzishan. I omgivningarna runt Tianzishan växer i huvudsak blandskog.
Genomsnittlig årsnederbörd är 1 738 millimeter. Den regnigaste månaden är september, med i genomsnitt 307 mm nederbörd, och den torraste är december, med 21 mm nederbörd.